# لپرکان: بازگشت به کاپوت ماشین
لپرکان: بازگشت به کاپوت ماشین (انگلیسی: Leprechaun: Back 2 tha Hood) فیلمی در ژانر است که در سال ۲۰۰۳ منتشر شد. از بازیگران آن می‌توان به وارویک دیویس، پیج کندی، لاز آلونسو، و استیکی فینگاز اشاره کرد.